# Домасек
Домасек (мађ. Domaszék) је село у Мађарској, јужном делу државе. Село управо припада Сегединском срезу Чонградско-чанадске жупаније, са седиштем у Сегедину.

## Природне одлике
Насеље Домасек налази у јужном делу Мађарске, близу Сегедина, чије је западно предграђе.
Подручје око насеља је равничарско (Панонска низија), приближне надморске висине око 85 m. Западно од насеља се уздиже Телечка пешчара, а источно је плодна равница Потисја.

## Становништво
Према подацима из 2013. године Домасек је имао 4.885 становника. Последњих година број становника расте.
Претежно становништво у насељу су Мађари римокатоличке вероисповести.